# Kiliann Sildillia
Kiliann Eric Sildillia (Montigny-lès-Metz, 16 maggio 2002) è un calciatore francese, difensore del PSV e della nazionale Under-21 francese.

## Carriera

### Club
Prodotto delle giovanili del Metz, nel 2019 viene aggregato alla rosa della seconda squadra, militante nel Championnat de France amateur 2. Nel 2020 viene acquistato dal Friburgo, dove anche qui viene aggregato alla rosa della seconda squadra; nel 2021 arriva la promozione in prima squadra e il 16 ottobre successivo debutta in Bundesliga, nell'incontro pareggiato per 1-1 contro l'RB Lipsia.

### Nazionale
Ha giocato nelle nazionali giovanili francesi Under-16, Under-17, Under-18, Under-20 ed Under-21.
Nel 2024 ha segnato una rete in 2 presenze nei Giochi Olimpici di Parigi, dove ha vinto una medaglia d'argento.

## Statistiche

### Presenze e reti nei club
Statistiche aggiornate al 9 marzo 2023.
| Stagione           | Squadra            | Campionato         | Campionato | Campionato | Coppe nazionali | Coppe nazionali | Coppe nazionali | Coppe continentali | Coppe continentali | Coppe continentali | Altre coppe | Altre coppe | Altre coppe | Totale | Totale |
| Stagione           | Squadra            | Comp               | Pres       | Reti       | Comp            | Pres            | Reti            | Comp               | Pres               | Reti               | Comp        | Pres        | Reti        | Pres   | Reti   |
| ------------------ | ------------------ | ------------------ | ---------- | ---------- | --------------- | --------------- | --------------- | ------------------ | ------------------ | ------------------ | ----------- | ----------- | ----------- | ------ | ------ |
| 2019-2020          | Metz 2             | N3                 | 7          | 0          |                 | -               | -               |                    | -                  | -                  |             | -           | -           | 7      | 0      |
| 2020-2021          | Friburgo II        | RL                 | 36         | 7          |                 | -               | -               |                    | -                  | -                  |             | -           | -           | 36     | 7      |
| 2021-2022          | Friburgo II        | 3L                 | 16         | 1          |                 | -               | -               |                    | -                  | -                  |             | -           | -           | 16     | 1      |
| Totale Friburgo II | Totale Friburgo II | Totale Friburgo II | 52         | 8          |                 | -               | -               |                    | -                  | -                  |             | -           | -           | 52     | 8      |
| 2021-2022          | Friburgo           | BL                 | 7          | 0          | CG              | 2               | 0               |                    | -                  | -                  |             | -           | -           | 9      | 0      |
| 2022-2023          | Friburgo           | BL                 | 27         | 0          | CG              | 4               | 0               | UEL                | 7                  | 0                  |             | -           | -           | 38     | 0      |
| 2023-2024          | Friburgo           | BL                 | 27         | 0          | CG              | 2               | 0               | UEL                | 9                  | 1                  | -           | -           | -           | 38     | 1      |
| 2024-2025          | Friburgo           | BL                 | 12         | 2          | CG              | 1               | 0               | -                  | -                  | -                  | -           | -           | -           | 13     | 2      |
| Totale Friburgo    | Totale Friburgo    | Totale Friburgo    | 70         | 2          |                 | 9               | 0               |                    | 16                 | 1                  |             | -           | -           | 95     | 3      |
| Totale carriera    | Totale carriera    | Totale carriera    | 129        | 10         |                 | 9               | 0               |                    | 16                 | 1                  |             | -           | -           | 154    | 11     |

### Cronologia presenze e reti in nazionale
| Cronologia completa delle presenze e delle reti in nazionale ― Francia olimpica | Cronologia completa delle presenze e delle reti in nazionale ― Francia olimpica | Cronologia completa delle presenze e delle reti in nazionale ― Francia olimpica | Cronologia completa delle presenze e delle reti in nazionale ― Francia olimpica | Cronologia completa delle presenze e delle reti in nazionale ― Francia olimpica | Cronologia completa delle presenze e delle reti in nazionale ― Francia olimpica | Cronologia completa delle presenze e delle reti in nazionale ― Francia olimpica | Cronologia completa delle presenze e delle reti in nazionale ― Francia olimpica |
| Data                                                                            | Città                                                                           | In casa                                                                         | Risultato                                                                       | Ospiti                                                                          | Competizione                                                                    | Reti                                                                            | Note                                                                            |
| ------------------------------------------------------------------------------- | ------------------------------------------------------------------------------- | ------------------------------------------------------------------------------- | ------------------------------------------------------------------------------- | ------------------------------------------------------------------------------- | ------------------------------------------------------------------------------- | ------------------------------------------------------------------------------- | ------------------------------------------------------------------------------- |
| 24-7-2024                                                                       | Marsiglia                                                                       | Francia olimpica                                                                | 3 – 0                                                                           | Stati Uniti olimpica                                                            | Olimpiadi 2024 - 1º turno                                                       | -                                                                               | 17’                                                                             |
| 27-7-2024                                                                       | Nizza                                                                           | Francia olimpica                                                                | 1 – 0                                                                           | Guinea olimpica                                                                 | Olimpiadi 2024 - 1º turno                                                       | 1                                                                               |                                                                                 |
| 2-8-2024                                                                        | Bordeaux                                                                        | Francia olimpica                                                                | 1 – 0                                                                           | Argentina olimpica                                                              | Olimpiadi 2024 - Quarti di finale                                               | -                                                                               |                                                                                 |
| 5-8-2024                                                                        | Lione                                                                           | Francia olimpica                                                                | 3 – 1 dts                                                                       | Egitto olimpica                                                                 | Olimpiadi 2024 - Semifinale                                                     | -                                                                               |                                                                                 |
| 9-8-2024                                                                        | Parigi                                                                          | Francia olimpica                                                                | 3 – 5 dts                                                                       | Spagna olimpica                                                                 | Olimpiadi 2024 - Finale                                                         | -                                                                               | 111’                                                                            |
| Totale                                                                          |                                                                                 | Presenze                                                                        | 5                                                                               |                                                                                 | Reti                                                                            | 1                                                                               |                                                                                 |

| Cronologia completa delle presenze e delle reti in nazionale ― Francia under 21 | Cronologia completa delle presenze e delle reti in nazionale ― Francia under 21 | Cronologia completa delle presenze e delle reti in nazionale ― Francia under 21 | Cronologia completa delle presenze e delle reti in nazionale ― Francia under 21 | Cronologia completa delle presenze e delle reti in nazionale ― Francia under 21 | Cronologia completa delle presenze e delle reti in nazionale ― Francia under 21 | Cronologia completa delle presenze e delle reti in nazionale ― Francia under 21 | Cronologia completa delle presenze e delle reti in nazionale ― Francia under 21 |
| Data                                                                            | Città                                                                           | In casa                                                                         | Risultato                                                                       | Ospiti                                                                          | Competizione                                                                    | Reti                                                                            | Note                                                                            |
| ------------------------------------------------------------------------------- | ------------------------------------------------------------------------------- | ------------------------------------------------------------------------------- | ------------------------------------------------------------------------------- | ------------------------------------------------------------------------------- | ------------------------------------------------------------------------------- | ------------------------------------------------------------------------------- | ------------------------------------------------------------------------------- |
| 13-10-2023                                                                      | Sarajevo                                                                        | Bosnia ed Erzegovina under 21                                                   | 1 – 2                                                                           | Francia under 21                                                                | Qual. Europeo Under-21 2025                                                     | -                                                                               |                                                                                 |
| 17-10-2023                                                                      | Grenoble                                                                        | Francia under 21                                                                | 9 – 0                                                                           | Cipro under 21                                                                  | Qual. Europeo Under-21 2025                                                     | -                                                                               |                                                                                 |
| 17-11-2023                                                                      | Ried im Innkreis                                                                | Austria under 21                                                                | 2 – 0                                                                           | Francia under 21                                                                | Qual. Europeo Under-21 2025                                                     | -                                                                               |                                                                                 |
| 20-11-2023                                                                      | Le Havre                                                                        | Francia under 21                                                                | 0 – 3                                                                           | Corea del Sud under 22                                                          | Amichevole                                                                      | -                                                                               | 62’                                                                             |
| 6-9-2024                                                                        | Angers                                                                          | Francia under 21                                                                | 1 – 1                                                                           | Slovenia under 21                                                               | Qual. Europeo Under-21 2025                                                     | -                                                                               |                                                                                 |
| 10-9-2024                                                                       | Le Mans                                                                         | Francia under 21                                                                | 2 – 0                                                                           | Bosnia ed Erzegovina under 21                                                   | Qual. Europeo Under-21 2025                                                     | -                                                                               |                                                                                 |
| 11-10-2024                                                                      | Achna                                                                           | Cipro under 21                                                                  | 0 – 3                                                                           | Francia under 21                                                                | Qual. Europeo Under-21 2025                                                     | -                                                                               | 78’                                                                             |
| 15-10-2024                                                                      | Tomblaine                                                                       | Francia under 21                                                                | 1 – 2                                                                           | Austria under 21                                                                | Qual. Europeo Under-21 2025                                                     | -                                                                               | 77’                                                                             |
| 15-11-2024                                                                      | Empoli                                                                          | Italia under 21                                                                 | 2 – 2                                                                           | Francia under 21                                                                | Amichevole                                                                      | -                                                                               | 62’                                                                             |
| 19-11-2024                                                                      | Valenciennes                                                                    | Francia under 21                                                                | 2 – 2                                                                           | Germania under 21                                                               | Amichevole                                                                      | -                                                                               | 78’                                                                             |
| 24-3-2025                                                                       | Trnava                                                                          | Slovacchia under 21                                                             | 0 – 4                                                                           | Francia under 21                                                                | Amichevole                                                                      | -                                                                               |                                                                                 |
| 4-6-2025                                                                        | Orléans                                                                         | Francia under 21                                                                | 2 – 1                                                                           | Uzbekistan under 21                                                             | Amichevole                                                                      | -                                                                               | 62’                                                                             |
| 11-6-2025                                                                       | Trenčín                                                                         | Portogallo under 21                                                             | 0 – 0                                                                           | Francia under 21                                                                | Europeo Under-21 2025 - 1º turno                                                | -                                                                               |                                                                                 |
| 14-6-2025                                                                       | Žilina                                                                          | Francia under 21                                                                | 3 – 2                                                                           | Georgia under 21                                                                | Europeo Under-21 2025 - 1º turno                                                | -                                                                               |                                                                                 |
| 17-6-2025                                                                       | Žilina                                                                          | Francia under 21                                                                | 4 – 1                                                                           | Polonia under 21                                                                | Europeo Under-21 2025 - 1º turno                                                | -                                                                               | 86’                                                                             |
| 22-6-2025                                                                       | Prešov                                                                          | Danimarca under 21                                                              | 2 – 3                                                                           | Francia under 21                                                                | Europeo Under-21 2025 - Quarti di finale                                        | -                                                                               | 90+3’                                                                           |
| 25-6-2025                                                                       | Košice                                                                          | Germania under 21                                                               | 3 – 0                                                                           | Francia under 21                                                                | Europeo Under-21 2025 - Semifinale                                              | -                                                                               |                                                                                 |
| Totale                                                                          |                                                                                 | Presenze                                                                        | 17                                                                              |                                                                                 | Reti                                                                            | 0                                                                               |                                                                                 |

## Palmarès
- Supercoppa dei Paesi Bassi: 1

PSV: 2025